# Patrice Bailly-Salins
Patrice Bailly-Salins (Morez, 21 de junio de 1964) es un deportista francés que compitió en biatlón.
Participó en los Juegos Olímpicos de Lillehammer 1994, obteniendo una medalla de bronce en la prueba por relevos. Ganó dos medallas en el Campeonato Mundial de Biatlón de 1995, oro en la prueba de velocidad y plata en el relevo.

## Palmarés internacional
| Juegos Olímpicos   | Juegos Olímpicos      | Juegos Olímpicos  | Juegos Olímpicos |
| Año                | Lugar                 | Medalla           | Prueba           |
| ------------------ | --------------------- | ----------------- | ---------------- |
| 1994               | Lillehammer (Noruega) | Medalla de bronce | Relevo           |
| Campeonato Mundial |                       |                   |                  |
| Año                | Lugar                 | Medalla           | Prueba           |
| 1995               | Antholz (Italia)      | Medalla de oro    | Velocidad        |
| 1995               | Antholz (Italia)      | Medalla de plata  | Relevo           |